# 바덴의 대공위 계승 순위
바덴의 군주제는 1918년 독일 제국이 무너지고 바이마르 공화국이 성립하면서, 독일의 여타 군주국과 함께 폐지되었다. 현재 명목 상의 바덴 대공은 베른하르트 폰 바덴 변경백이다.

## 대공위 계승 순위
1. 레오폴트 폰 바덴 (2002년), 베른하르트 폰 바덴 변경백의 아들.
2. 프리드리히 폰 바덴 (2004년), 베른하르트 폰 바덴 변경백의 아들.
3. 카를 빌헬름 폰 바덴 (2006년), 베른하르트 폰 바덴 변경백의 아들.
4. 레오폴트 폰 바덴 (1971년), 막시밀리안 폰 바덴 변경백의 아들.
5. 미하엘 폰 바덴 (1976년), 막시밀리안 폰 바덴 변경백의 아들.
6. 루트비히 폰 바덴 (1937년), 막시밀리안 폰 바덴 대공자의 아들.
7. 베르톨트 폰 바덴 (1976년), 루트비히 폰 바덴의 아들.